# Black Sheep Boy
| Recensione | Giudizio |
| ---------- | -------- |
| AllMusic   |          |

Black Sheep Boy è il terzo album degli Okkervil River, pubblicato il 5 aprile 2005. Il titolo prende ispirazione dalla canzone Black Sheep Boy del cantante folk degli anni '60 Tim Hardin. L'album tratta della battaglia di Hardin contro la dipendenza da eroina e di vari fallimenti in amore di Sheff. La copertina dell'album è opera del lavoro dell'artista William Schaff.

## L'album secondo Sheff
La maggior parte delle canzoni dell'album sono state scritte nel febbraio del 2004 da Will Sheff, a Bloomington, Indiana. Sheff parlando del tema dell'album in una intervista del 2005 ha detto: «Black Sheep Boy è un personaggio di fantasia che salta fuori qua e là all'interno dell'album. Nei testi delle canzoni, praticamente tutto ciò che compare fra virgolette è pronunciato dal Black Sheep Boy. Ritengo che molte delle canzoni più sporche, ruvide, ottuse siano il prodotto del Black Sheep Boy.»

## Tracce
1. Black Sheep Boy – 1:18
2. For Real – 4:42
3. In a Radio Song – 5:39
4. Black – 4:39
5. Get Big – 3:55
6. A King and a Queen – 3:22
7. A Stone – 5:23
8. The Latest Toughs – 3:11
9. Song of Our So-Called Friend – 3:23
10. So Come Back, I Am Waiting – 8:03
11. A Glow – 3:43